# Vriesea densiflora
Vriesea densiflora är en gräsväxtart som beskrevs av Carl Christian Mez. Vriesea densiflora ingår i släktet Vriesea och familjen Bromeliaceae. Inga underarter finns listade i Catalogue of Life.